# Dermatobia hominis
Dermatobia hominis, deutsch gelegentlich amerikanische Dasselfliege oder neotropische Dasselfliege genannt, ist eine Art der Dasselfliegen. Ihre Larven parasitieren unter der Haut von Warmblütern und verursachen dort das Krankheitsbild der Myiasis oder Hypodermose. Die Art akzeptiert eine Vielzahl von Wirten, darunter als Gelegenheitswirt auch den Menschen. Dermatobia hominis ist einheimisch in Süd- und Mittelamerika, sie wird gelegentlich verschleppt, oft wird ein Befall bei Fernreisenden erst nach der Rückkehr in deren Heimat diagnostiziert. Ein ähnliches Befallsbild ruft in der Alten Welt die afrikanische Tumbufliege (Cordylobia anthropophaga) hervor.

## Beschreibung

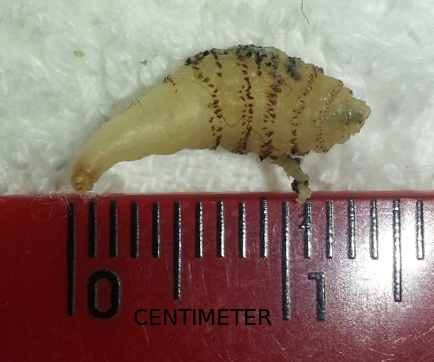
Made

Die imaginalen Fliegen erreichen eine Körperlänge von 12 bis 18 Millimeter. Ihr Kopf ist gelb gefärbt, der Thorax trüb blau, der Hinterleib leuchtend metallisch blau. Die Beine sind orange. Die Mundwerkzeuge der Fliege sind, wie typisch für die Familie, teilweise rückgebildet, vermutlich nehmen die imaginalen Fliegen keine Nahrung mehr auf. Bei der Art fehlen die Maxillarpalpen vollständig. Erhalten ist ein sehr kurzer, dreigliedriger Rüssel. Der bei anderen Fliegen zur leckenden Ernährung dienende Vorderteil (Labellum) ist teilweise noch vorhanden.
Es gibt drei Larvenstadien. Das dritte Larvenstadium ist zylindrisch mit 23 Millimeter Körperlänge und etwa 6 Millimeter Durchmesser. Die Larven besitzen, wie typisch für Fliegenmaden, keine sklerotisierte Kopfkapsel. Sie sind fast einheitlich weiß gefärbt, nur die durchscheinenden Mundhaken und anschließenden internen Sklerite am Kopfende sind schwarz durchscheinend. Die Maden besitzen eine flaschenförmige Gestalt, ihr hinterer Abschnitt ist gegenüber dem Vorderteil markant verdickt. Auffallend sind Ringe aus dunkel gefärbten, nach hinten gerichteten Dornen auf den Segmentgrenzen.

## Verbreitung
Die Art lebt in Süd- und Mittelamerika, von Mexiko im Norden bis Argentinien im Süden.

## Lebensweise, Biologie, Lebenszyklus
Die Art bevorzugt feuchte, relativ kühle tropische Hochländer, etwa Regionen mit Kaffee-Anbau, wo sie oft im Sekundärwald oder in Waldrand-Lagen anzutreffen ist. Sie besitzt nur eine sehr geringe Wirtsspezifität, neben einer Vielzahl von Säugetieren, von Kleinsäugern bis zu Rindern, wurden sogar Vogelarten (z. B. Tukane) als Wirte gemeldet. Sie kann an Laborratten gezüchtet werden. Allerdings ist die Art bei der Wirtswahl nicht völlig wahllos. Es gibt nur wenige Berichte etwa über Befall von Pferden und auch von autochthonen Großsäugern wie etwa Tapiren.
Der Lebenszyklus der Art ist ungewöhnlich. Das Weibchen legt seine Eier nicht auf dem Wirbeltier-Wirt ab. Es sucht zu diesem Zweck andere Insekten, die die Eier dann zum Ziel tragen (Phoresie). Es überfällt dabei im Flug andere Insekten, meist blutsaugende Insekten wie Moskitos, und legt an deren Hinterleib seine Eier (etwa 100 bis 200 pro Weibchen) ab. Landet dieses auf einem Wirbeltier, schlüpfen die Larven, ausgelöst durch den Wärmereiz, aus und bohren sich (schmerzfrei) in die Haut des Wirts ein. Sie verbringen dann – jeweils jede für sich – in einer beulenartigen, furunkelähnlichen Anschwellung unter der Haut fünf bis zehn Wochen, in denen sie drei Larvenstadien durchlaufen. Reife Larven verlassen dann ihren Wirt durch die Haut nach außen (meist nachts), lassen sich zu Boden fallen und verpuppen sich im Boden. Adulte Fliegen schlüpfen etwa einen Monat später aus dem Puparium aus. Es sind mehr als 50 andere Dipteren-Arten bekannt geworden, die die Eier von Dermatobia phoretisch zu ihrem Wirt tragen, die wichtigsten sind Sarcopromusca pruna, Stomoxys calcitrans, Musca domestica, Fannia pusio und Haematobia irritans. Ein Grund für den eigenartig indirekten Befall könnte sein, dass die Wirte nicht, wie bei anderen Dasselfliegen, durch den Summton des Flügelschlags der Fliege gewarnt werden.

## Myiasis

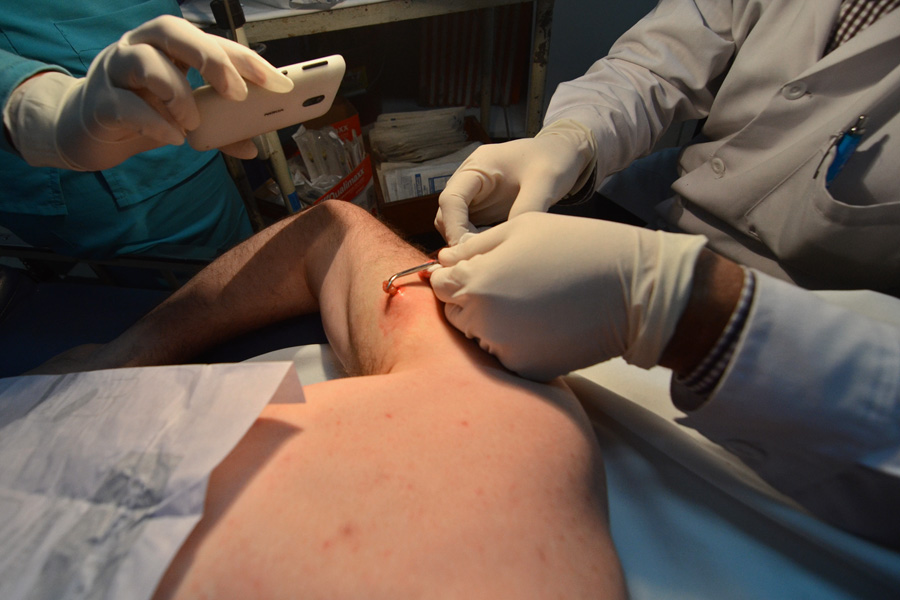
Herausziehen einer Made aus der Haut

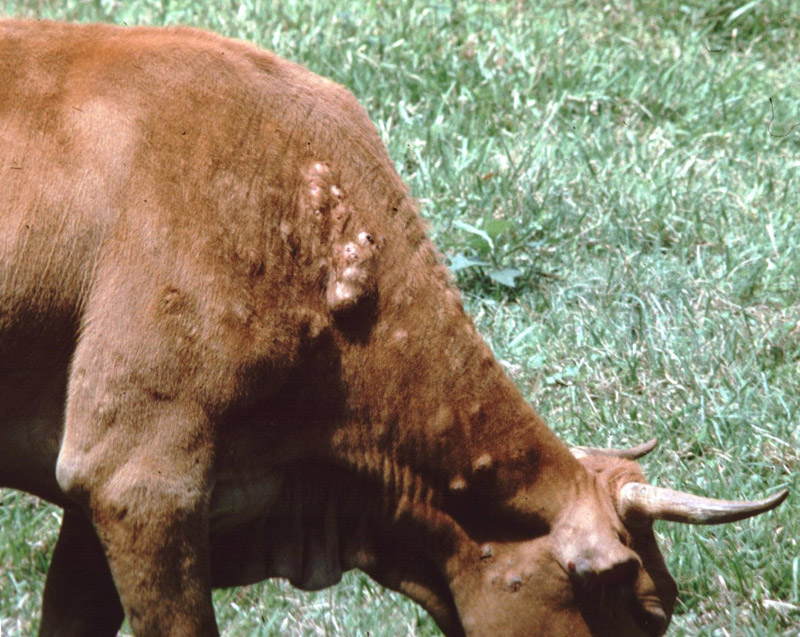
Myiasis bei einem Rind

Dermatobia hominis ist einer der bedeutsamsten Verursacher von Myiasis (als Tierseuche Hypodermose genannt) in der Neuen Welt. Myiasis beim Menschen ist oft verbunden mit Armut, schlechten hygienischen Verhältnissen und fehlendem Zugang zu medizinischer Versorgung, sie wird daher vorwiegend als Tropenkrankheit von Fernreisenden aus Industrieländern beschrieben. Die „furunkuloide“ Myiasis (mit einer Beule ähnlich einer Furunkel) ist typisch für Dermatobia hominis in Südamerika und Cordylobia anthropophaga in Afrika, deren Symptome äußerlich nicht unterscheidbar sind. Typisch ist die rote, geschwollene oft knotenartige Beule mit einer zentralen Öffnung, aus der bei leichtem Druck ein trübes Sekret austritt. Patienten weisen typischerweise nur eine einzige furunkuloide Läsion auf. Diese kann an ganz verschiedenen Stellen sitzen, oft an exponierten Körperpartien wie Extremitäten oder der Kopfhaut. Die Beule erzeugt Juckreiz, in späteren Stadien ist sie schmerzhaft.
Als Hausmittel wird empfohlen, ein Stück Speck mit Mullbinden über der Öffnung in der Haut zu fixieren. Die Larve gerät dadurch in Sauerstoffnot und versucht nach oben zu entkommen, wonach sie abgesammelt werden kann. Dies wird gelegentlich sogar von Ärzten so durchgeführt. Alternativ wird mit Paraffin, Klebeband oder anderen Materialien verschlossen oder es wird versucht, die Larve mit Holzspateln vorsichtig herauszudrücken. Manchmal wird sie dazu mit Lidocain betäubt oder mit flüssigem Stickstoff steif gemacht, um dies zu erleichtern. Eine chirurgische Öffnung der Beule ist selten erforderlich.
Bei einer Fallstudie in Israel hatten von 1419 Patienten, die nach einer Fernreise mit dermatologischen Beschwerden eine Klinik aufsuchten, 90 (6,3 Prozent) eine furunkuloide Myiasis. Bei 72 davon trat sie nach einer Südamerika-Reise auf und wurde von Dermatobia verursacht, die übrigen Fälle waren Afrika-Reisende. Allein 38 Fälle traten an Patienten auf, die den Madidi-Nationalpark in Bolivien besucht hatten. Alle Patienten hatten tropische Regenwälder (in verschiedenen Ländern) besucht. Drei Viertel der Patienten war es gelungen, die Made selbst zu entfernen. Einige Fälle waren vorher als bakterielle Furunkulose fehldiagnostiziert worden.
Obwohl die Myiasis des Menschen die meiste Aufmerksamkeit erhält, liegt die ökonomische Bedeutung der Art vor allem in dem Auftreten als Tierseuche bei Rindern. Pro Tier sind 50 bis 60 Beulen nichts ungewöhnliches. Diese entwerten durch die Austrittslöcher der Altlarven die Haut für die Lederproduktion. Der jährliche ökonomische Schaden in Südamerika wird auf etwa 650 Millionen Dollar abgeschätzt. Die Art wird gewöhnlich durch die Anwendung von Insektiziden bekämpft.

## Forschungsgeschichte, Taxonomie und Systematik
Die Art wurde erstbeschrieben als Oestrus hominis durch Carl von Linné den Jüngeren in einem Brief Mittheilungen über Oestrus hominis, abgedruckt im Werk von Peter Simon Pallas Neue nordische Beyträge zur physikalischen und geographischen Erd- und Völkerbeschreibung, Naturgeschichte und Oekonomie, Band 1 von 1781. Typuslokalität ist Peru. Zu den Synonymen zählt Oestrus humanus Howship, 1833 (aus Kolumbien), Cuterebra cyaniventris Macquart, 1843 (aus Brasilien), Cuterebra noxialis Goudot, 1845 (aus Kolumbien). Die erste Nachricht über die Larven unter dem Namen Ver macaque, aus Cayenne, von einem französischen Arzt schon 1753 in der Histoire et Mémoires de l'Académie royale des sciences veröffentlicht, ist als Erstbeschreibung formal nicht verwendbar, weil er kein Binomen vergeben hat. Die schmerzhafte Myiasis, die die Larven der Art verursachen, fiel naturgemäß vielen Forschungsreisenden in Südamerika auf, so berichten etwa Aimé Bonpland und Alexander von Humboldt im berühmt gewordenen Bericht über ihre südamerikanische Reise darüber. Lange Zeit waren nur die in der Haut parasitierenden Maden sicher bekannt, es blieb umstritten, zu welcher Fliegenart diese gehören würden. Erst durch die genauere Beschreibung von Jules Prosper Goudot 1845 (der sie in die Gattung Cuterebra stellte) wurden die Verhältnisse geklärt. Goudot war auch der erste, der erkannte, dass es sich nicht um einen spezifischen Parasiten des Menschen handelt, indem er sie auch aus der Haut von Hunden und Rindern gewinnen konnte. Der Österreicher Friedrich Brauer stellte in seinem Monumentalwerk Monographie der Oestriden 1861 für Cuterebra cyaniventris und Cuterebra noxialis (Synonyme von Oestrus hominis) seine neue Gattung Dermatobia auf, in der sie seither verblieb. Dermatobia hominis ist die einzige Art der, damit monotypischen Gattung Dermatobia.
Während die Gattung in den früheren Werken, wie gesehen, in die Familie Oestridae eingeordnet worden ist, stellte Brauer 1863 für die Verwandtschaftsgruppe eine neue Familie Cuterebridae auf (zunächst nur als „Cuterebriden“, erst 1887 dann Cuterebridae). Ihre Stellung als eigenständige Familie oder als Unterfamilie der Oestridae blieb danach viele Jahrzehnte unklar und zwischen verschiedenen Forschern umstritten. Die Cuterebrinae sind eine etwa 40 Arten in sechs Gattungen umfassende Unterfamilie, die alle auf den Süden von Amerika beschränkt sind. Alle Arten sind Parasiten, die meisten bei Nagetieren. Seit der Behandlung als Unterfamilie durch D. Monty Wood im Manual of Nearctic Diptera 1987 hat sich diese Einstufung durchgesetzt. Sie wurde durch Thomas Pape in einer kladistischen morphologischen Analyse, ihre Position eingeschachtelt in die Oestridae auch in phylogenomischen Arbeiten, zuletzt 2021, bestätigt.